# Jesús Sanz Montes
Jesús Sanz Montes (Madrid, 18 de enero de 1955) es un sacerdote franciscano español, arzobispo de Oviedo (desde 2009) y comisario pontificio de la Unión Lumen Dei. Anteriormente, fue obispo de Jaca y de Huesca (2003-2009).

## Biografía

### Formación
Hizo estudios de Economía y Derecho Mercantil para opositar a la banca privada en donde trabajó como empleado antes de ingresar en el Seminario Conciliar de Toledo en 1975, donde realizó los estudios institucionales teológicos (1975-1981). Es bachiller en Teología por la Facultad de Teología del Norte de España (Burgos 1981). 
Licenciado en Teología, con especialidad en Espiritualidad, por el Pontificio Ateneo Antonianum de Roma (1986) y en Teología de la Vida Religiosa por la Universidad Pontificia de Salamanca (1993). Asimismo es doctor en Sagrada Teología por la Universidad Pontificia Antonianum de Roma (1999) 

### Vida religiosa
En 1981 ingresó en los Franciscanos de la observancia, provincia de San Gregorio Magno de Castilla, haciendo la profesión temporal el 11 de septiembre de 1982 en Arenas de San Pedro (Ávila) y la profesión solemne el 14 de septiembre de 1985 en Toledo. 

### Sacerdocio
Recibió la ordenación diaconal el 27 de septiembre de 1985 en Ávila, y la ordenación sacerdotal de manos del entonces arzobispo de Sevilla Carlos Amigo Vallejo el 20 de septiembre de 1986 en Alcorcón (Madrid). Presidió la CONFER diocesana de Toledo (1997-2000). Después y hasta 2003 fue director del Secretariado de la Comisión Episcopal para la Vida Consagrada de la CEE.
En cuanto a las actividades académicas ha sido profesor de Espiritualidad medieval, profesor de la Asociación Hispánica de Estudios, miembro del Consejo de Redacción –edición española- de “Communio” Revista Católica Internacional; profesor en la Facultad de Teología San Dámaso, de Madrid y profesor en la Universidad Pontificia Antonianum de Roma.

## Episcopado

### Obispo de Huesca y Jaca
El 23 de octubre de 2003, Juan Pablo II, firmó la bula por la cual lo nombra obispo de las diócesis de Huesca y de Jaca. quedando ambas diócesis de esta manera unidas "in persona Episcopi", aunque con independencia entre sí. Su ordenación episcopal se produce en la catedral de Huesca el 14 de diciembre de 2003 por el cardenal Antonio María Rouco Varela, tomando posesión de la cátedra en esa misma eucaristía. Una semana después, el 21 de diciembre, tomó posesión de la diócesis de Jaca en una celebración presidida por el nuncio Manuel Monteiro de Castro.
En el curso 2007/08 dispuso la existencia de un seminario para las dos diócesis de Jaca y Huesca. En el curso 2016-17, el seminario cuentaba con once seminaristas. En octubre de 2008, erigió en Huesca la parroquia de San Francisco de Asís, que hace la número diez en la capital oscense.
El 24 de junio de 2007 recibió el título de Caballero Distinguido de la Hermandad de San Juan de la Peña.
El 20 de mayo de 2009, el cardenal Franc Rodé, prefecto de la Congregación para los Institutos de Vida Consagrada y las Sociedades de Vida Apostólica, en nombre del santo padre lo nombró Comisario Pontificio de la Unión Lumen Dei.

### Arzobispo de Oviedo
El Papa Benedicto XVI lo nombró quinto arzobispo de Oviedo el 21 de noviembre de 2009 y tomó posesión de la sede el 30 de enero de 2010. Mediante la Congregación para los Obispos en nombre del Papa, fue nombrado, el mismo día de su toma en Oviedo, administrador apostólico de las diócesis de Huesca y de Jaca hasta que tomó posesión Julián Ruiz Martorell de ambas sedes.
En relación con el tema sobre su posición en el ala más conservadora del clero y ser un hombre de Rouco, Sanz Montes dice que 

"hay cosas que tenemos que saber conservar, valores como la vida, la familia, la educación o la libertad. Algunas son discutibles y otras, claramente prescindibles. En estas soy enormemente liberal, porque me considero un hombre de diálogo. [...] Por lo que respecta al Presidente de la Conferencia Episcopal Española, merece la pena escucharle, aunque no comparto todo lo que dice". Y sobre el tema de la devolución de los bienes de Berbegal y Peralta que están en Lérida espera "iniciar el proceso de vuelta de los bienes y que el próximo Obispo los reciba".

En el seno de la Conferencia Episcopal Española recibió diversas responsabilidades: secretario de la Comisión Episcopal para la Vida Consagrada (2000-2005); miembro de la Comisión Episcopal para la Vida Consagrada (2004-2005); presidente de dicha Comisión Episcopal (2005-2011); este cargo lo hace miembro de la Comisión Permanente de la CEE; miembro de la Comisión Episcopal para la Doctrina de la Fe (2008-2011), de la Comisión Episcopal del Clero (2014-2017) y de la Comisión Episcopal para la Vida Consagrada (2011-2017). 
En la CIX Asamblea plenaria fue elegido miembro del Comité Ejecutivo (trienio 2017-2020) de la misma. Este cargo lo hace, a su vez, miembro de la Comisión Permanente.
En marzo de 2018 fue nombrado miembro de la Comisión de Evangelización y Cultura del Consejo de Conferencias Episcopales de Europa (CCEE) como director de la sección de Cultura. La comisión, creada en 2017 tiene cuatro secciones -Cultura, Comunicaciones Sociales, Diálogo Interreligioso y Catequesis- y recoge diversos ámbitos pastorales que ya eran seguidos por el CCEE.
En la CXV Asamblea plenaria fue elegido miembro de la Comisión Ejecutiva (cuatrienio 2020-2024) de la misma. Este cargo lo hace, a su vez, miembro de la Comisión Permanente.
En la CXVI Asamblea plenaria fue reelegido miembro de la Comisión Ejecutiva (cuatrienio 2024-2028) de la misma. Este cargo lo hace, a su vez, miembro de la Comisión Permanente.
También es, desde 2007, director de la Cátedra de Teología de la Vida Consagrada de la Universidad Eclesiástica San Dámaso.
Su postura ultraconservadora y crítica frente a los cambios culturales y sociales contemporáneos se puso de manifiesto durante la inauguración del I Congreso de Familias y Docentes Católicos de Asturias en marzo de 2025, donde ensalzó al presidente estadounidense Donald Trump y celebró que su retorno a la Casa Blanca serviría para «poner a la cultura woke en su sitio» y restaurar el «orden moral».

#### Escudo episcopal
«Posiblemente, mi escudo episcopal cambie. De hecho, es seguro. Porque quienes entienden me han dicho que es realmente bonito, pero que no es un escudo episcopal si nos atenemos a las leyes de la heráldica». Con estas palabras anunciaba el propio arzobispo la modificación de su escudo episcopal tras el anuncio de su nombramiento para Oviedo.

Escudo Episcopal de Fr. Jesús Sanz Montes

En referencia al anterior escudo, que utilizó siendo obispo de Huesca y de Jaca, aparecía una vidriera gótica con referencias a su familia religiosa (la franciscana), sus apellidos, su tierra (Madrid) y también a las diócesis de Jaca y de Huesca. 
El nuevo escudo ha sido reducido a cuatro cuarteles, uniendos por una estrella, símbolo de la Virgen María:
- Primer cuartel (izquierda superior): con fondo de gules y mueble en oro, aparece un crismón (representación de Cristo) haciendo referencia a su lema episcopal (Col. 3,11).
- Segundo cuartel (derecha superior): en fondo de oro y mueble en sinople, contiene un árbol con sus raíces, su tronco y su copa. Simboliza a personas, momentos, lugares, en donde la vida se ha ido nutriendo, ha ido creciendo y fructificando.
- Tercer cuartel (izquierda inferior): con fondo de oro y mueble en sinople, se estampa un castillo. Representa al Reino de Castilla.
- Cuarto cuartel (derecha inferior): en fondo de gules y mueble en oro, representa la iglesita de la Porciúncula, patria espiritual del franciscanismo.

El escudo se completa con las insignias propias de un arzobispo: la cruz de doble trazo en la parte superior y el palio arzobispal en la parte inferior; así mismo el capelo verde coronando el escudo (como curiosidad las veinte borlas arzobispales con los habituales pompones son sustituidas aquí por el nudo y cordón franciscano, ya representados en su escudo de obispo, que simbolizan la humildad.

#### Lema episcopal
Su lema episcopal es Christus omnia in omnibus, en español Cristo lo es todo en todas las cosas, tomado de la Epístola a los colosenses capítulo 3, versículo 11.
Cristo lo es todo. No una cosa más. No algo opcional. Lo es todo. Porque en Él se nos ha revelado lo más hermoso que nuestro corazón sueña como la más noble exigencia y que no somos capaces de amasar con nuestras manos ni dar respuesta con nuestra buena voluntad. 
Cristo lo es todo. La Belleza que nos salva, la Bondad que nos devuelve la inocencia, la Verdad que nos hace libres. Para esta redención se encarnó como nuestro Hermano sin dejar de ser el eterno Hijo de Dios, naciendo del Sí que hizo Virgen a María.
Y Cristo es para todos. Los santos y los pecadores, los sencillos y los opulentos, los creyentes de un Dios vivo y los que se postran ante los ídolos de ahora y de siempre. Cristo es todo en todas las cosas. Cristo es todo para toda persona. La frase paulina de la carta a los Colosenses “Cristo es todo en todas las cosas” (Christus omnia in omnibus), la vivió  San Francisco hondamente y la propuso con sus palabras: “Mi Dios y mi todo” (Deus meus et omnia).

## Publicaciones
- "Francisco y Clara de Asís". Icono y palabra de amistad (Aránzazu - Centro de Franciscanismo. Oñate-Madrid 1988). Traducido al italiano: Francesco e Chiara d'Assisi. Icona e parola d'amicizia (MOREFRA. Roma 1990).
- "Clara de Asís, herencia y tarea". Su contribución carismática a la tradición femenina cristiana (Publ. Claretianas. Madrid 1993).
- "La Vida Apostólica (Regla TOR, IX)", en AA.VV., Regla y Vida. Comentario a la Regla y Vida de los Hermanos y Hermanas de la Tercera Orden Regular de San Francisco (Aránzazu. Oñate 1994).
- "La aportación carismática de Sta. Clara y S. Francisco", en A. Boadas (ed.), Santa Clara [1194-1994] (AHEF. Barcelona 1994).
- "En la escuela de Clara de Asís, santa", en AA.VV., El Real monasterio de Santa Clara de Santiago. Ocho siglos de claridad (Santiago de Compostela 1996).
- "La vida, ¿paraíso perdido?", en AA. VV., De jardines y de hombres (C.A.M. Madrid 1999).
- Tesis doctoral: "Illum totaliter diligas" (3 EpAg 15). La simbología esponsal como clave hermenéutica del carisma de Santa Clara de Asís. (Antonianum. Roma 2000).
- "Espiritualidad franciscana: una manera cristiana de ser y de estar", en AA. VV., Tellamar II. Cátedra de Santa Teresa (Tellamar. Ávila 2000).
- "La reducción racionalista en la teología y la actitud discipular del teólogo", en J. PRADES - J.Mª MAGAZ (eds.), La razón creyente. Actas del Congreso Internacional sobre la Encíclica Fides et Ratio. Madrid 16-18 de febrero de 2000 (Facultad de Teología San Dámaso. Madrid 2000) 427-442. Publicado también en la Colección "Studia Theologica Matritensia": J. PRADES - J.Mª MAGAZ (eds.), La razón creyente. Actas del Congreso Internacional sobre la Encíclica Fides et Ratio. Madrid 16-18 de febrero de 2000 (Facultad de Teología San Dámaso. Madrid 2002) 539-553.
- "San Buenaventura. Experiencia y Teología del Misterio". Itinerario del alma a Dios. Incendio de amor. Soliloquio. El Árbol de vida. De la vida perfecta. Introducción general y edición (BAC. Madrid 2000).
- "Introducción general a Santa Clara", en AA.VV., Los Escritos de Francisco y Clara de Asís. Textos y apuntes de lectura (Ed. Aránzazu. Oñate 2001).
- "La vida contemplativa en la misión de la Iglesia", en S.L. PÉREZ LÓPEZ (ed.), El Monasterio de la Concepción (Viveiro 2001).
- "Jornada Pro Orantibus. Vida Contemplativa", en J.A. MARTÍNEZ PUCHE (ed.), Nuevo Año Cristiano. Junio. (Edibesa. Madrid 2002).
- " Como lluvia que empapa la tierra : comentarios al Evangelio, ciclo B ", en B.A.C. 2014,  ISBN 978-84-220-1769-1
- " Palabra de vida que enciende el corazón: comentarios al Evangelio, ciclo C " en B.A.C. 2015, ISBN 978-84-220-1850-6
- " La semilla de Dios sembrada en mi surco. Comentarios al Evangelio Ciclo A" en B.A.C. 2016, ISBN 978-84-220-1926-8
- "La fidelidad creativa. Itinerario de renovación de la vida consagrada" en B.A.C. 2017, ISBN 978-84-220-1949-7
- "Mis memorias de África. Cartas desde Benín" en P.P.C. 2019, ISBN 978-84-288-3442-1
- "María y su itinerario cristiano". Ciudad Nueva 2020, ISBN 978-84-9715-473-4
- "San Francisco de Asís, compañía para nuestro destino". Ediciones Encuentro 2021,  ISBN 978-84-1339-076-5
- Habría que contar también numerosos artículos de teología en revistas especializadas y sus escritos semanales como Obispo de Huesca y Jaca y posteriormente como Arzobispo de Oviedo.